# 10 Comp (Lorraine) 2022
10 Comp (Lorraine) 2022 ist ein Album von Anthony Braxton. Die zwischen Oktober 2021 und Mai 2022 entstandenen Aufnahmen erschienen am 29. März 2024 auf dessen Label New Braxton House. Das in einer limitierten 10-CD-Edition erschienene Album dokumentiert sechs Live-Auftritte von Anthony Braxtons Lorraine Trio sowie vier Studioaufnahmen Braxtons mit einer Quartettbesetzung.

## Hintergrund
10 Comp (Lorraine) 2022 besteht aus zehn langen Stücken von 41 bis 60 Minuten Dauer. Die ersten sechs Stücke entstanden bei Live-Auftritten des Trios Braxton (Saxophon, Elektronik), Adam Matlock (Akkordeon, Gesang) und Susana Santos Silva (Trompete) im Herbst 2021. Die folgenden vier Stücke sind Studio-Quartettaufnahmen von Braxton (Saxofon, Elektronik) mit James Fei (Saxophon), Zach Rowden (Kontrabass) und Carl Testa (Kontrabass), die im Frühjahr 2022 entstanden.
Die Triostücke sind lebhaft mit aggressiven Läufen, insbesondere von Braxton und Silva, notierte Mike Borella. Matlock setzt gleichzeitig Akkordeon mit wortlosen Stimmausbrüchen ein; letzteres jedoch sporadisch. Bestimmte Tonfolgen, ein spitzes Geräusch, ein verzerrtes Dröhnen, eine erweiterte Technik oder eine verdrehte Akkordfolge treten von Zeit zu Zeit in den Vordergrund und werden später im selben Stück oder in nachfolgenden Stücken wiederholt.
Die Quartettstücke verfolgten weitgehend den gleichen Ansatz, so Borella, sind jedoch gedämpfter und Drone-orientierter. Dies sei wahrscheinlich darauf zurückzuführen, dass das Kontrabässe-Paar in den tiefen Registern ein langsames Grundgerüst bilde. Braxton und Fei sorgen für abstraktes Trällern und verzerrte Passagen, die sich dann zu einem Dröhnen entwickeln, während Rowden und Testa sich dem Zupfen zuwenden. Die erweiterten Techniken sind häufiger anzutreffen, da dieses Quartett kontinuierlich das Gefüge seiner Klanglandschaft erschaffe und auseinanderreiße.

## Titelliste
- Anthony Braxton: 10 Comp (Lorraine) 2022 (New Braxton House NBH911)[2]

1. Composition No. 423 43:42
2. Composition No. 424 41:31
3. Composition No. 425 42:59
4. Composition No. 426 58:56
5. Composition No. 427 53:23
6. Composition No. 428 45:08
7. Composition No. 432 01:00:09
8. Composition No. 433 43:22
9. Composition No. 434 44:26
10. Composition No. 435 57:23

Die Kompositionen stammen von Anthony Braxton.
- Composition No. 423, aufgenommen am 8. Oktober 2021 in Riga
- Composition No. 424, aufgenommen am 10. Oktober 2021 in Prag
- Composition No. 425, aufgenommen am 7. November 2021 in Ulm
- Composition No. 426, aufgenommen am 9. November 2021 in Lissabon
- Composition No. 427, aufgenommen am 11. November 2021 in Puerto Real, Spanien
- Composition No. 428, aufgenommen am 13. November 2021 in Luxemburg-Stadt
- Composition No. 432 und 433, aufgenommen am 18. Mai 2022 in New Haven, Connecticut
- Composition No. 434 und 435, aufgenommen am 19. Mai 2022 in New Haven, CT

## Rezeption

Anthony Braxton (2009)

Die Herausforderung bei einem Boxset wie diesem bestehe darin, nicht nur zuzuhören, sondern sich auch auf die Musik einzulassen und an ihr teilzuhaben, schrieb Mike Borella in Avant Music News. Dies sei besonders wichtig für die Werke von Anthony Braxton – einem ikonoklastischen Komponisten/Interpreten, der jede Dichotomie zwischen Improvisation und Komposition vermeide und sein eigenes musikalisches Vokabular von Klängen jenseits der herkömmlicher Notation entwickelt habe, das grafisch oder zwischen Musikern per Geste kommuniziert werden kann. Anders ausgedrückt: Braxton komponiere oder improvisiere nicht per se. Stattdessen würde er Musiksysteme entwickeln, in denen Komposition und Improvisation nebeneinander existieren. Das bedeute, dass jede Aufführung ein einzigartiges Erlebnis ist und sich von allen anderen unterscheidet.
Tatsächlich werde dieses Merkmal von Braxtons Ansatz in 10 Comp (Lorraine) 2022 in kleinerem Maßstab deutlich, so Borella weiter. Bein erstem Hören wirke die Musik chaotisch und scheint frei improvisiert zu sein, wobei jeder Musiker scheinbar ohne Rücksicht auf die anderen spielt. Das Schöne an seinen Systemen sei jedoch, dass dies beabsichtigt ist. Braxton schaffe strukturierte Rahmenbedingungen, in denen Wiederholungen und Muster zu abstrakt sind, um leicht erfasst zu werden, oder in denen sie überhaupt nicht existieren. Aber die Bemühungen jedes Mitwirkenden passen auf mysteriöse Weise (und auch mathematisch) zum Rest. Beim nebenbei Hören könne jeder Titel den anderen ähnlich erscheinen – sogar zufällig generiert. Aber das sei nicht der Fall. Langsam und schrittweise tauchten vertraute Formen und Farben auf.
Das Album gelangte im Juli 2024 auf #26 bei dem von Tom Hull erhobenen Mid-Year Jazz Critics Poll.